# Joachim Ehrenbusch
Joachim Buscovius, adlad Ehrenbusch, född 13 juli 1642 i Ruppin i kurfurstendömet Brandenburg, död 1 maj 1699 på sitt gods Rydsgård i Skåne, var en tyskfödd svensk universitetslärare och ämbetsman. 
Buscovius blev juris licentiat i Rostock och förordnades därefter till konsistoriefiskal i svenska Pommern. Vid instiftandet av Lunds universitet år 1668 blev han dess protonotarius och erhöll samma år professuren i grekiska, med vilken befattning han från år 1671 förenade med en extra ordinarie professur vid juridiska fakulteten. 
År 1677 anställdes Buscovius som generalauditör vid svenska hären och blev samma år ledamot i den kommission som inrättades för att införa den svenska lagen i de sydsvenska landskapen. Han förordnades samtidigt som häradshövding i Oxie, Skytts och Vemmenhögs härad i Skåne. Han adlades år 1681 varvid han antog namnet Ehrenbusch.
Ehrenbusch ligger begraven i S:t Nicolai kyrka i Trelleborg.